# 전여진
전여진 (전지애, 1984년 1월 8일 ~ )은 대한민국의 배우이다.  2006년 대한민국의 텔레비전 드라마 궁에 이강현 역을 맡은 것으로 알려진 인물이다.

## 영화
- 2005년 《여고괴담 4 : 목소리》 - 화정 역
- 2008년 《걸스카우트》 - 웨이트리스 역
- 2011년 《마마》 - 젊은 옥주 역
- 2015년 《스물》 - 범수의 아내 역
- 2017년 《미처 몰랐던 건》 - 민희 친구 역
- 2019년 《숙주》 - 여자 역
- 2020년 《청춘랜드》 - 전여진 역

## 드라마
- 2003년 MBC 아침드라마 《그대 아직도 꿈꾸고 있는가》
- 2006년 MBC 수목드라마 《궁》 - 이강현 역
- 2015년 웹드라마 《두 여자 시즌 1》 - 무서운 언니 역
- 2016년 웹드라마 《오구실 시즌 2》 - 절친 역
- 2017년 웹드라마 《오구실 시즌 3》 - 여진 역
- 2017년 tvN 토일드라마 《비밀의 숲》 - 강진섭의 아내 역
- 2018년 MBC 월화드라마 《검법남녀》 - 한지원 역
- 2020년 SBS 금토드라마 《하이에나》 - 한희선 역
- 2021년 OCN 금토드라마 《다크홀》 - 김지민 역
- 2022년 Watcha 오리지널 드라마 《오늘은 좀 매울지도 몰라》 - 정다솔 역

## 공연
- 2007년 《의자는 잘못 없다》 - 문선미 역
- 2008년 《팽》 - 허명화 역
- 2011년 《바라는 것과 바라지 않는 것》 - 종미 역